# Perfluor-3,6-dioxaoctansäure
Die Perfluor-3,6-dioxaoctansäure (EEA) ist eine chemische Verbindung, die zu den Perfluoralkylethercarbonsäuren (PFECA) und damit zu den per- und polyfluorierten Alkylverbindungen (PFAS) gehört.

## Verwendung
Bei der Emulsionspolymerisation zur Herstellung von Fluorpolymeren kommt das Ammoniumsalz – EEA-NH4 – als inerter Prozesshilfsstoff und Substitut der Perfluoroctansäure (PFOA) zum Einsatz.